# Дејвид Ливингстон
Дејвид Ливингстон (енгл. David Livingstone; Блантајер, 19. март 1813 — код језера Бангвеулу, 1. мај 1873)  је био шкотски лекар, мисионар и истраживач Африке. У периоду 1841 — 1873, открио и испитао простране области јужне, источне и средње Африке и највише допринео њеном истраживању. Први истраживао, од 1849, пустињу Калахари и басен реке Замбези и открио Викторијине водопаде 1855. (Мосиоатуња), затим језеро Њасу (Малави) и друга, а од 1867. и извориште реке Конго за које није знао да је Конго него је сматрао да је открио извор Нила.
Био је први Европљанин који је стигао до језера Нгами (1849) и први који је доспео до Луанде с копна (1854).
По њему су названи и Ливингстонови водопади у доњем току реке Конго (брзаци/катаракти), између луке Матади и Киншасе у Источном Конгу. Како се последњих година живота, док је истраживао источну Африку, дуго био изгубио сваки траг његовој експедицији, 1871. је кренула експедиција Хенри Мортон Стенлија, која га је пронашла на источној обали језера Тангањика у граду Уџиџи, на путу ка изворишту Нила.
Умро је 1. маја 1873. у селу црначког поглавице Читамбоа због исцрпљености, маларије и дизентерије. Као највећи британски истраживач сахрањен је у Вестминстерској опатији у Лондону након што су његови вјерни пратиоци Чума и Суси пренели његов балзамовани леш из Африке у Велику Британију.

## Младост
Ливингстон је рођен 19. марта 1813. у индустријском месту Блантајер у Шкотској, у стамбеној згради за раднике фабрике памука на обали реке Клајд испод моста који прелази у Ботвел. Он је био друго од седморо деце коју су имали Нил Ливингстон (1788–1856) и његова супруга Агнес (девојачки Хантер; 1782–1865). Дејвид је био запослен од свије десете године у фабрици памука Хенри Монтајт & Ко. у Блантајер Воркс. Он и његов брат Џон радили су дванаестосатне смене као комадари, везујући раскинуте памучне нити на предилицама.
Нил Ливингстон је био учитељ недељне школе и титоталиста који је идући од врата до врата као продавац чаја делио хришћанске трактате. Он је екстензивно читао књиге о теологији, путовањима и мисионарским подухватима. То је оставило утисак на младог Дејвида, који је постао страствени читалац, али је такође волео да прикупља животињске, биљне и геолошке примерке у локалним кречњачким каменоломима. Нил се бојао да научне књиге подривају хришћанство и покушао је да присили свог сина да чита само теологију, али Дејвидово дубоко интересовање за природу и науку га је навело да истражи однос између религије и науке. Године 1832, прочитао је дело Филозофија будуће државе, које је написао је Томас Дик, и пронашао је образложење које му је било потребно да уравнотежи веру и науку и, осим Библије, ова књига је вероватно била његов највећи филозофски утицај.
Други значајни утицаји у његовом раном животу били су Томас Берк, блантајерски еванђелиста, и Дејвид Хог, његов учитељ у недељној школи. У петнаестој години, Дејвид је напустио шкотску цркву и прешао у локалну конгрегациону цркву, под утицајем проповедника попут Ралфа Вардлава, који је негирао предодређивачка ограничења спасења. Под утицајем ревивалистичких учења у Сједињеним Државама, Ливингстон је у потпуности прихватио тврдњу Чарлса Финија, професора теологије на Оберлин колеџу у Охају, да је „Дух Свети отворен свима који га питају“. За Ливингстона је ово значило ослобађање од страха од вечног проклетства. Ливингстоново читање Апела црквама Британије и Америке у име Кине мисионара Карла Гуцлафа омогућило му је да убеди свог оца да медицинске студије могу да унапреде верске циљеве.
Ливингстонова искуства у фабрици памука Х. Монтајт у Блантајеру такође су била важна од његове десете до двадест шесте године, где је радио прво као комадар, а касније као предиличар. Овој монотони рад био је неопходан за издржавање његове осиромашене породице, али га је научило истрајности, издржљивости и природној емпатији за све који раде, што се изражавало редовима из егалитарне песме Раби Берна: „When man to man, the world o'er/Shall brothers be for a' that”, које је понекад певушио.

## Образовање
Лингвингтон је похађао сеоску школу у Блантајеру, заједно са неколицином друге млинске деце која су то издржала упркос 14-сатном радном дану (6:00 - 20:00). Утицај породице са снажном, сталном посвећеношћу студирању ојачао је његово образовање. Прочитавши Гуцлафов апел за медицинске мисионаре у Кини 1834. године, почео је да штеди новац за упис на Андерсонов универзитет у Глазгову 1836. године (данас Универзитет Стратклајда), као и да похађа грчка и теолошка предавања на Универзитету у Глазгову.
Да би уписао медицинску школу, било му је потребно познавање латинског језика. Подучавао га је локални римокатолик, Даниел Галагер. Касније у животу, Галагер је постао свештеник и основао трећу најстарију католичку цркву у Глазгову: Ст Симонс, Партик. У кафеу те цркве виси слика Галагера и Ливингстона, аутора Роја Петрија. Упоредо са другим студијама, он је похађао божанска предавања Вардлава, вође у ово време снажне кампање у граду против ропства.
Убрзо након тога, пријавио се за чланство у Лондонском мисионарском друштву (енгл. London Missionary Society, LMS) и примљен је на мисионарску обуку. Он је био студент Медицинске школе болнице Черинг Крос 1838–40, где је настава покривали медицинску праксу, акушерство и ботанику. Током овог периода такође је провео време на мисионарској обуци у Лондону у Онгару, Есекс, да би постао министар у оквиру Конгрегацијске уније која је служила под ЛМС-ом. Током обуке у оквиру ЛМС-а, свештеник Ричард Сесил је њега и друге студенте подучавао грчком, латинском, хебрејском и теологији. Упркос његове импресивне личности, он је био обичан проповедник, којег је Сесил описао као „достојног, али далеко од брилијантног“, а ЛМС би га одбио да му директор није пружио другу прилику да положи курс. Он се квалификовао за диплому факултета (данас краљевског колеџа) за лекаре и хирурге у Глазгову 16. новембра 1840, а касније је постао почасни сарадник факултета, 5. јануара 1857.